# Людовик II де Бурбон
Людовик II Добрий (фр. Louis II le Bon;  4 серпня 1337 — 19 серпня 1410, Монлюсон) — герцог де Бурбон з 1356, граф де Клермон-ан-Бовезі 1356—1404, граф де Форі і сеньйор де Меркер з 1372 (по шлюбу), син герцога П'єра I та Ізабелли де Валуа, французький воєначальник.

## Життєпис
Людовик був вірним прихильником королів Франції Іоанна II Доброго і Карла V, одруженого з його сестрою Жанною.
Після загибелі батька в битві при Пуатьє в 1356 році Людовик успадкував герцогство Бурбон.
У 1359 році він допоміг обложеному армією короля Англії Едуарда III місту Реймс. Незабаром після цього він вирушив до Англії як один із заручників для гарантії сплати викупу за короля Франції Іоанна II Доброго, що потрапив в полон під час битви при Пуатьє. До Франції з полону він повернувся лише в 1367 році вже після смерті Іоанна II.
У 1368 — 1370 роках Людовик бився проти англійців в Пуату і Гієні, допомагаючи новому королю Франції Карлу V відвойовувати захоплені тими землі. Дотримуючись інструкцій Карла V і конетабля Бертрана дю Геклена, Людовик, не вступаючи у великі битви, за допомогою невеликих сутичок поступово захоплював великі фортеці в Лімузені, Бретані та Гієні

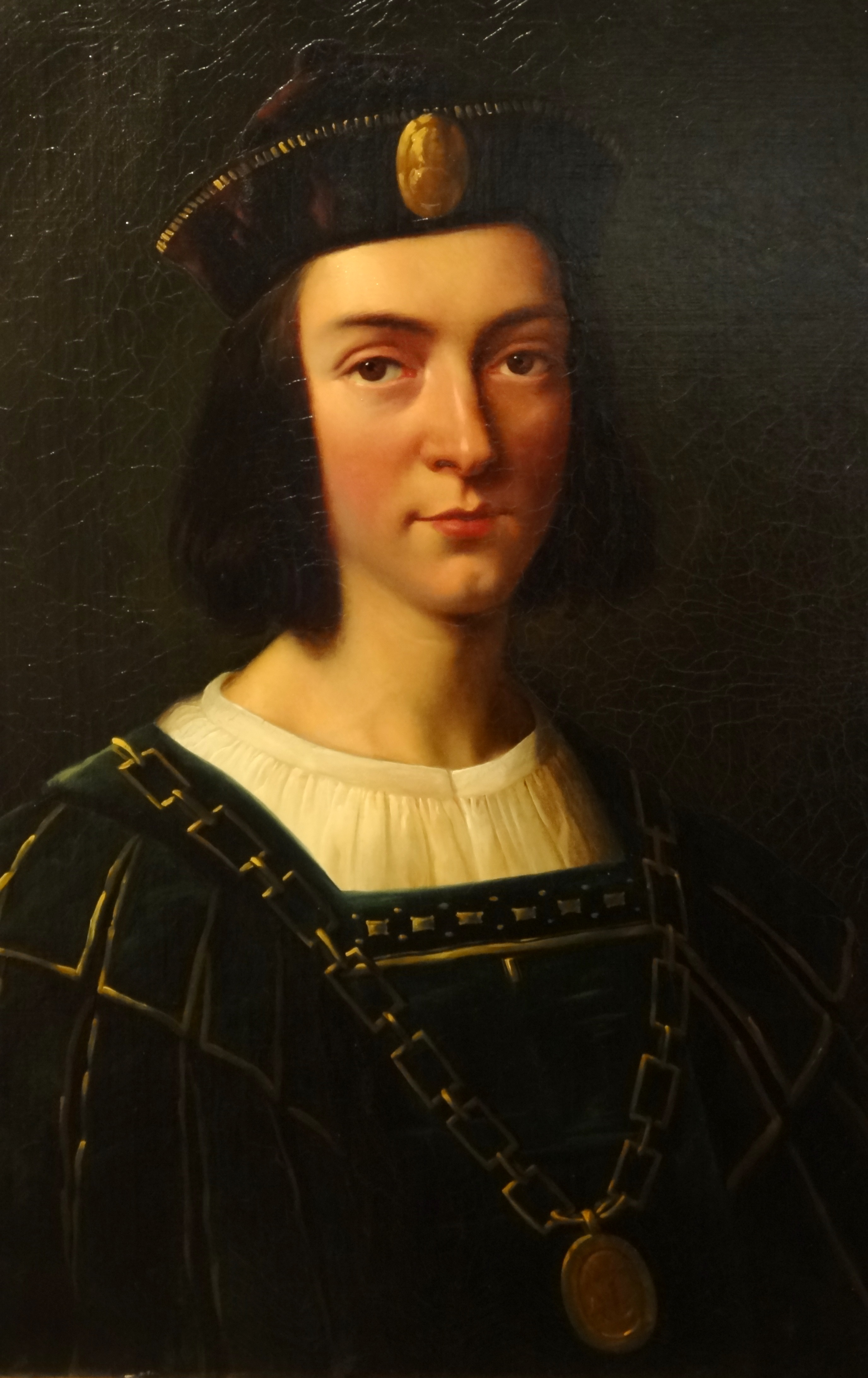
Портрет Людовика II де Бурбон авторства художника Луїджі Рубіо (Портрет виконаний з оригіналу, який зберігався раніше в колекції мадемуазель де Монпансьє в шато д'Е, на замовлення короля Луї-Філіпа для Історичного музею Версаля в 1836 році)

Спочатку він взяв Ла Рош, Бовуар і Монтеск'є. У 1369 році Едмунд Ленглі, граф Кембридж, і Джон, граф Солсбері, захопили в Бурбонні замок Бель-Перш, де на той час перебувала мати Людовика. Через герольда вони сповістили Людовика, що його мати буде вивезена із замку під конвоєм, і запропонували спробувати її відбити, проте Людовик відмовився це робити, щоб не піддавати життя матері небезпеці, і дорікнув супротивникам у відсутності лицарської поваги до жінки.
У 1371 році Людовик разом з Жаном, герцогом Беррійським, обложив і взяв Лімож. До 1374 року він захопив практично всі великі фортеці в Руерзі, Пуату, Сентонже і Турені. У 1374 році під час походу в Гієнь разом з Людовиком I Анжуйським він відвоював Ажан і Бігорр, а також захопив Ла-Реоль.
Після укладення перемир'я між Англією і Францією в 1374 році Людовик зміг розгромити банди найманців у своєму герцогстві. Пізніше він відгукнувся на заклик короля Кастилії Енріке II Трастамара і прибув до Бургоса для участі в поході проти маврів. Однак, дізнавшись, що похід заплановано до Португалії, Людовик відмовився в ньому брати участь і пішов у зворотному напрямку.
У 1378 році Карл V послав Людовика до Нормандії для боротьби проти короля Наварри Карла II Злого, де він зміг захопити більшу частину сильних фортець.
Після смерті Карла V у 1380 році Людовик увійшов до складу регентської ради при малолітньому королі Карлі VI .
З 1385 року Людовик знову воював проти англійців в Гієні.
У 1390 році Людовик на прохання Генуезької республіки вирушив до Тунісу, де брав участь в Берберському хрестовому поході. Незабаром після цього Людовик повернувся до Франції.
Попри те, що Людовик входив до регентської ради при Карлі VI, він не зміг перешкодити анархії, яка виникла через божевілля короля і боротьбу за владу між герцогом Бургундії Жаном Безстрашним і герцогом Орлеанським Людовиком. У підсумку він обрав сторону герцога Людовика.
Людовик II був першим герцогом, який оселився в Бурбоні і займався інтересами своїх підданих.

## Родина
Дружина — Анна Овернська (1358—1417), графиня де Форі і дама де Меркер
Діти:
- Катерина (1378)
- Жан (1381—1434), герцог де Бурбон з 1410, граф де Форі  з 1417
- Ізабелла (1384 — після 1451), черниця в Пуассі, в 1400 році була заручена з Еріком Померанським, королем Норвегії, Данії і Швеції
- Людовик (1388—1404), сеньйор де Боже

Бастарди:
- Гектор (1391—1414), сеньйор де Рошефор і де Дампьєр-ан-Шампань
- Персеваль (1402—1415)
- П'єр, шевальє
- Жак (пом. після 1422), монах-целестінець в 1422
- Жан (пом. після 1419), сеньйор де Танрі в 1419